# Oligodendrorhynchus hesperides
Oligodendrorhynchus hesperides is een snoerwormensoort. De wetenschappelijke naam van de soort is voor het eerst geldig gepubliceerd in 2012 door Fernández-Álvarez & Anadón.